# Baltona
Baltona (cuyo nombre completo era Compañía de Comercio Exterior Baltona Sociedad Anónima, antiguamente Baltona - zaopatrywanie statków) es una empresa creada en Polonia en 1946, sólo un año después de la finalización de la Segunda Guerra Mundial (1939-1945). Nacionalizada por el entonces nuevo gobierno comunista del país, en 1950 fue subordinada al Ministerio Polaco de Comercio Exterior y oficialmente se le asignó la tarea de reaprovisionar los buques, aviones, delegaciones diplomáticas, aeropuertos, puertos, cruces de frontera e incluso las expediciones científicas realizadas por el país.

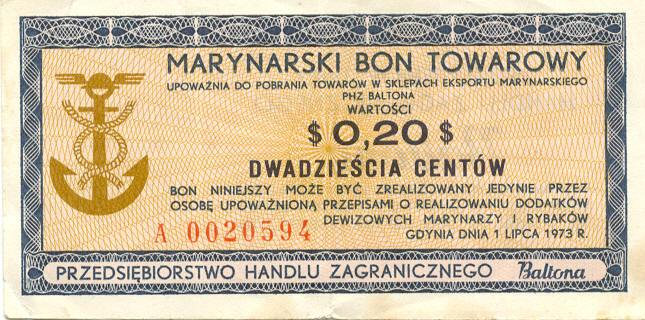
Un certificado marinero de 1973 equivalente a unos 20 centavos de dólar estadounidense, que podía usarse en la cadena de tiendas Baltona.

La compañía creció y se convirtió en una gran empresa de importación-exportación durante las décadas de 1970 y de 1980. Durante la era de la comunista República Popular de Polonia era una de las pocas firmas que ofrecían bienes occidentales a los ciudadanos polacos a cambio de divisas fuertes. En el pico de su popularidad a mediados del decenio de los '80, Baltona llegó a operar casi 250 tiendas y tenía más de 2.000 empleados.
En 1984 fue convertida en una sociedad anónima (en polaco: Spółka Akcyjna o S.A.).